# Дом с мезузой (Минск)
Дом с мезузой — здание в Раковском предместье Минска. Расположен на углу улиц Раковской и Освобождения № 20/15. Построен на рубеже XIX—XX вв.

## История
Дом с мезузой получил своё название из-за того, что у входа в здание с правой стороны оставался след от мезузы, специального футляра, в котором находился свернутый свиток пергамента с двумя фрагментами Торы, написанными на иврите. Это свидетельствует о том, что в этом доме в XIX — начале XX века проживала еврейская семья.
В 1913 году дом имел № 16 и принадлежал Цейце Веньяминовне Уревич.
В 2001 году во время разбора печи при ремонте дома были найдены документы — протокол, приказ и приговор о нарушении правил конспирации, которые датировались 1926 годом. Они принадлежали еврейской организации «Ха-шомер ха-цаир» («Молодой страж»), которая с 1923 года находилась на нелегальном положении в СССР. Найденные документы были переданы Музею истории и культуры евреев Беларуси, представителями Израильского культурно-информационного центра в Минске. Часть старого дверного косяка с углублением для мезузы также находится в этом музее.

## Архитектура

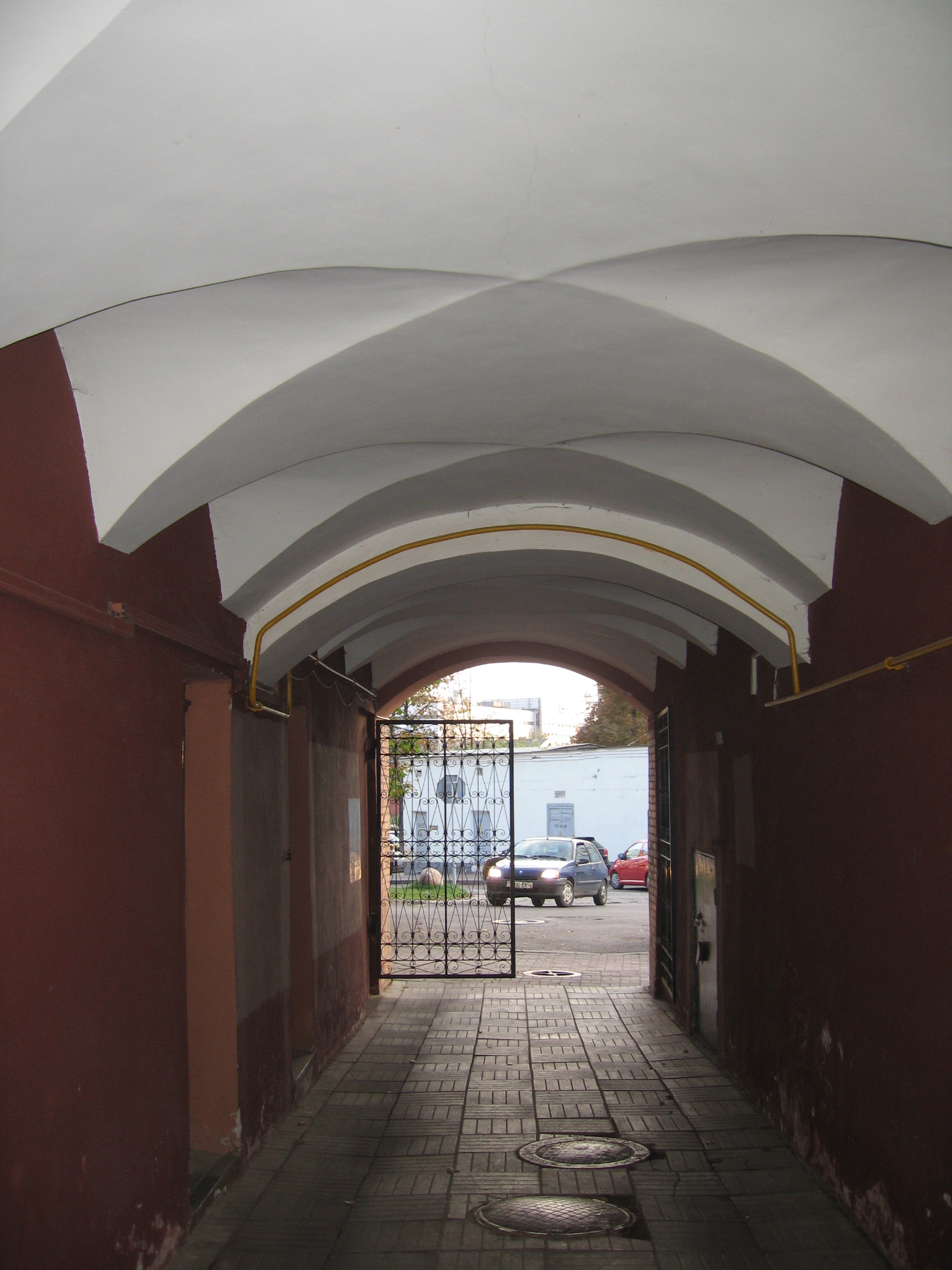
Проезд в доме

Дом представляет собой двухэтажное угловое Г-образного плана неоштукатуренное кирпичное здание. Покрыт вальмовой крышей, соединен с соседними постройками. Этажи фасада, выходящего на улицу Раковскую, разделены карнизным поясом. Лучковые оконные проемы имеют декоративные карнизы на втором этаже и украшены прямыми сандриками на первом. В северо-западной части фасада — сквозная лучковая арка, рядом расположен вход. На втором этаже небольшие балконы. Под карнизом крыши проходит пояс сухариков. Входные двери украшены фигурными филёнками, витыми колоннами по сторонам, которые завершены стилизованными капителями. Угловая часть здания скошена, акцентирована балконом с чугунной оградой и аттиковой стеной. Фасад, выходящий на ул. Освобождения, также разделен карнизным поясом, декорирован поясами сухариков, карнизами, накладными кирпичными подоконными вставками, лопатками.